# Franca Sozzani
Franca Sozzani (20. januar 1950 - 22. december 2016) var en italiensk journalist og chefredaktør for Vogue Italia fra 1988 til hendes død i 2016.

## Biografi
Sozzani blev født og voksede op i Mantua, Lombardiet, Norditalien. Hun studerede germanske sprog og litteratur og filosofi ved Università Cattolica del Sacro Cuore i Milano, og graduerede i 1973.
Hun blev gift i en alder af 20 år; men ægteskabet blev opløst tre måneder senere.
Sozzanis karriere begyndte som assistent i børnemodebladet Vogue Bambini i 1976. Hun ledede publikationerne Lei, der begyndte i 1980, og Per Lui fra 1982, før hun blev leder af Vogue Italia i 1988.
I 1990'erne hjalp Sozzani med at skabe fænomenet 'supermodeller' med en af hendes tætteste og langvarige samarbejdspartnere, Steven Meisel. Hun støttede også en gruppe af fotografer, herunder Bruce Weber, Peter Lindbergh, Paolo Roversi og Michel Comte, og gav dem fuldstændig frihed til at vælge modeller og temar, og opfordrede dem til at eksperimentere med deres arbejde. Hun blev udnævnt til chefredaktør for Condé Nast Italia i 1994.
I 2010 offentliggjorde Sozzani et udvalg af hendes blogindlæg fra "Editor's Notes"-siderne af Vogue.it som en bog, "I capricci della moda". 
Udover hendes redaktionelle indlæg, skrev Sozzani også fotografi- og kunstbøger, blandt dem "British Artists at Work" med fotografen Amanda Eliasch. Sozzani udførte tekst til udstillingskataloger og samarbejdede med andre forfattere, journalister og kunstnere om publikationer. I 2006 blev hun redaktør for Vogue l'Uomo, og i februar 2011 lancerede hun Vogue Curvy, bemandet af plus-size bloggere, der tilbyder modetips til 'den fulde figur'. I september 2015 overtog hun redaktionen af Vogue Sposa og Vogue Bambini.
Sozzani døde efter et års langt sygdomsforløb den 22. december 2016, i en alder af 66 år.

## Stil
Sozzani var kendt for at inkludere emner og spørgsmål i sit blad, som andre moderspublikationer undgik, såsom vold i hjemmet, narkotikamisbrug og -rehabilitering og oliespillet i Mexicogolfen i 2010. Emner, som hendes magasin omfattede, var blandt andet "The Black Issue" (som kun indeholder modeller af farve), "Makeover" (dedikeret til fænomenet plastikkirurgi) og senest "Rebranding Africa".
Sozzani samarbejdede med kunstnerne Maurizio Cattelan og Vanessa Beecroft på udstillinger og forestillinger. Hun kuraterede også flere udstillinger og retrospektiver, herunder: 30 Years of Italian Vogue (Mario Testino), Vietnam Story og My Own Story in Vogue (Bruce Weber), Women (Peter Lindbergh) og Portraits of Elegance (Milan Triennale).

## Priser og velgørenhedsarbejde
I 2012 blev Sozzani tildelt den Æreslegionen af den franske præsident Nicolas Sarkozy. Samme år blev hun FN-ambassadør for Goodwill. I 2014 blev hun udnævnt som global ambassadør mod sult for FN'sVerdensfødevareprogram og modtog Swarovski Fashion Award for Positiv Change i 2016.
Sozzani bidrog til en række velgørende organisationer. Hun var medgrundlægger af Child Priority - en non-profit organisation skabt af Condé Nast for at tilbyde konkrete studie- og arbejdsmuligheder for dem, der ikke har nogen, selvom de er talentfulde og kunstnerisk begavede. Desuden arbejdede hun med AIDS-organisationen Convivo, og fra marts 2013 var hun formand for European Institute of Oncology Foundation.

## Udgivelser
- A Noir: A exploration of the colour Black between fashion and art, (1986), udgivet af Assouline[14]
- 30 Years of Italian Vogue (1994)[6]
- Visitors: 20 Museums for the Florence Biennale of Fashion and Art (1996), skrevet med Luigi Settembrini, udgivet af Skira Editore[15]
- Style in Progress: 30 years of L'Uomo Vogue (1998)[6]
- Dolce & Gabbana (1999), udgivet af Thames & Hudson[16]
- Valentino's Red Book (2000), krediteret med originalt koncept, udgivet af Rizzoli International[17]
- Work in Progress: photography (2001), samskrevet med James Truman, udgivet af Art Books International[18]
- British Artists At Work: a itinerary among the most important British artists of the time, krediteret med originalt koncept, udgivet af Assouline (2003)[19]
- I capricci della moda (2010), udgivet af Bompiani[5]
- Emeral: twenty-one centuries of jewelled opulence and power (2013), skrevet med Joanna Hardy, Jonathan Self og Hettie Judah, udgivet af Thames & Hudson[20]
- kARTell - 150 items, 150 artworks (2016), udgivet af Skira Editore[21]

## Familie
Sozzani havde en søn, Francesco Carrozzini (født 1982), som er fotograf og instruktør. Hendes søster, Carla Sozzani, er ejeren af 10 Corso Como, et galleri i Milano og forretning. Sozzani's niece, Sara Maino, er en redaktør på italiensk Vogue.